# Perenci
Perenci su naselje u Republici Hrvatskoj u Požeško-slavonskoj županiji, u sastavu općine Brestovac.

## Zemljopis
Perenci su smješteni oko 10 km sjeverozapadno od Brestovca, na cesti između Bratuljevaca i Lučinaca na sjeveru i Požeških Brđana na jugu.

## Stanovništvo
Prema popisu stanovništva iz 2011. godine Perenci su imali 42 stanovnika, dok su prema popisu stanovništva iz 2001. godine imali 66 stanovnika.
| broj stanovnika | 101   | 108   | 97    | 151   | 138   | 180   | 182   | 198   | 173   | 160   | 156   | 135   | 116   | 78    | 66    | 42    | 34    |
|                 | 1857. | 1869. | 1880. | 1890. | 1900. | 1910. | 1921. | 1931. | 1948. | 1953. | 1961. | 1971. | 1981. | 1991. | 2001. | 2011. | 2021. |